# Doctor Fate
Pour le personnage de la série télévisée Smallville, voir Kent Nelson.
Doctor Fate (Kent Nelson) (Fate, Docteur Fate ou Dr. Fate) est un personnage de comics, créé par Gardner Fox & Howard Sherman, apparu pour la première fois dans More Fun Comics #55 en 1940 (à l'époque de l'Âge d'or des comics) publié par DC Comics en 1940.

## Publication
Dr. Fate Hector Hall apparaît dans All-Star Squadron #25 en septembre 1983 par Roy Thomas & Jerry Ordway.
En 1987 apparaît la série Doctor Fate#1 créée par J. M. DeMatteis (scénario) & Shawn McManus (dessins) avec les personnages Eric & Linda Strauss.
Jared Stevens apparaît dans Fate #1 en octobre 1994, créé par John Francis Moore & Anthony Williams. Dr. Fate IV apparait Justice Society of America #3 en 1999. 
Docteur Fate apparaît sous l'identité de Kent V. Nelson dans Countdown to Mystery  par Steve Gerber & Justiniano.  

## Histoire

### Kent Nelson
Kent Nelson est le fils de Sven Nelson, un archéologue qui a découvert la tombe de Nabu, un sorcier d'Égypte antique (affilié au Seigneurs du Chaos et de l'Ordre). Quand son père entre dans la tombe, Nabu diffuse un poison mortel qui tue celui-ci. Puis il est pris de remords et élève Kent et lui apprend tout son savoir magique et lui donnera un casque qui est en réalité l'âme de Nabu.

## Pouvoirs
Doctor Fate voit le destin et l'avenir de toutes les personnes qu'il voit, mais ne peut connaître le sien. Son casque télépathique et la somme de connaissances qu'il engendre au fur et à mesure de ces rencontres rendent peu à peu le possesseur du casque complètement fou. Il peut voler et est invulnérable à la magie. Son casque lui permet de converser avec Nabu, un puissant mage de l'Égypte antique, sinon le plus puissant. Par ce biais, le porteur du casque, choisi par Nabu, a ainsi accès à une immense bibliothèque de sorts.
Dr Fate est un avatar de l'ordre. Il est immortel et il peut créer des dieux. Il peut retirer les pouvoirs de ses adversaires et les utiliser à son avantage. Presque omniscient, il connait quasiment tout du multivers. Doté d'une grande vitesse de déplacement qui lui a déjà permis de se retrouver dans tous les pays de la Terre en même temps, il est aussi capable de se multiplier tout en gardant la même vitesse pour chacun de ses clones, on peut ainsi dire que le docteur Fate est quasiment omniprésent, il a en outre le contrôle complet sur le temps, l'espace, la matière, la réalité et l'antimatière. Capable de se multiplier, il peut prendre l'apparence qu'il souhaite. Il peut manipuler la taille de son corps et celle des autres. Il émet des rafales d'énergie destructrices capables de détruire le multivers dans son entièreté. Il peut voyager dans le temps, l'univers et les dimensions et manipule les âmes. Il est le magicien suprême de l'univers DC.